# Przeznaczenie (album Eweliny Flinty)
Przeznaczenie – debiutancki album Eweliny Flinty wydany 25 kwietnia 2003. Płyta dotarła do 2. miejsca listy OLiS. Po pół roku od premiery album zdobył status złotej płyty, łącznie sprzedając się w nakładzie ponad 60 000 sztuk

## Lista utworów
Opracowano na podstawie materiału źródłowego.
1. "Goniąc za cieniem" (muzyka: A. Todd, T. Laurer, słowa: E. Warszawska) – 3:34
2. "Tajemnice" (muzyka: H. Persson, J. Appelgren, słowa: E. Flinta) – 3:32
3. "Nie wiesz nic" (muzyka: A. Gosein, I. Dench, S. Skarbek, L. Burton, słowa: L. Staniec) – 3:46
4. "Żałuję" (muzyka: M. Vukomanovic, słowa: L. Staniec) – 3:35
5. "Respect" (cover Arethy Franklin) (muzyka: O. Redding, słowa: O. Redding) – 2:55
6. "ICQ" (muzyka: W.Kuzyk, E. Flinta, słowa: E. Warszawska) – 5:58
7. "Moja sprawa" (muzyka: Lunn, Warren, Warren, słowa: A. Saraniecka) – 3:39
8. "Przeznaczenie" (muzyka: Hedstrom, Von Gerber, M. Tysper, słowa: A. Saraniecka) – 3:44
9. "Nieobecna" (muzyka: E. Flinta, K. Palczewski, słowa: E. Flinta) – 4:31
10. "Wiary nie masz" (muzyka: J. Vaughan, B. Jansen, S. Malliard, N. Shaw, R. Lawrence, słowa: E. Flinta) – 3:07
11. "Wolna" (muzyka :Hedstrom, Franzen, M. Tysper, słowa: A. Saraniecka) – 4:00
12. "Agape" (muzyka: J. Chilkiewicz, słowa: A. Saraniecka) – 4:34
13. "Nadzieja" (feat. Artur Gadowski) (muzyka: P. Łukaszewski, słowa: L. Mróz) – 3:35
14. "Niepodobna" (muzyka: J. Chilkiewicz, słowa: A. Saraniecka) – 4:19